# Janvier 2022
Janvier 2022 est le premier mois de l'année 2022.

## Événements
- 1er janvier :
  - entrée en vigueur du Partenariat économique régional global en Asie-Pacifique ;
  - la France prend la présidence du Conseil de l'Union européenne pour six mois.
- 2 janvier :
  - démission de Abdallah Hamdok, premier ministre du Soudan ;
  - incendie du Parlement sud-africain au Cap.
- 3 janvier : trois orpailleurs mauritaniens sont tués dans une attaque marocaine au Sahara occidental[1].
- 5 janvier : Au Kazakhstan, l'état d'urgence est déclaré pour faire face aux révoltes en cours dans le pays.
- 5 et 6 janvier : au Nigéria, des centaines d'hommes armés ont envahi à moto dix villages des districts d'Anka et de Bukkuyum, tirant sur les habitants, pillant et incendiant des bâtiments. Selon des responsables locaux, 200 personnes ont péri dans ces attaques[2].
- 10 janvier : le Premier ministre des Pays-Bas Mark Rutte forme son quatrième gouvernement, près d'un an après la démission du précédent.
- 15 janvier : les Tonga sont frappées par des chutes de cendres et un tsunami après l'éruption de Hunga Tonga, détruisant des maisons alors que les habitants luttent pour trouver un terrain plus élevé. D'autres pays du Pacifique ont également conseillé à leurs citoyens de rechercher des terrains plus élevés[3].
- 16 janvier :
  - le référendum constitutionnel en Serbie, marqué par une forte abstention, aboutit à une révision des dispositions de la Constitution concernant le pouvoir judiciaire ;
  - en Macédoine du Nord, Dimitar Kovačevski est élu président du gouvernement.
- 17 janvier : aux Émirats arabes unis, une attaque  à Abou Dabi, revendiquée par les houthis, fait 3 morts.
- 18 janvier : l'eurodéputée maltaise Roberta Metsola est élue présidente du Parlement européen pour succéder à David Sassoli.
- 19 janvier : élections législatives anticipées à la Barbade, les premières depuis la fin de la monarchie deux mois plus tôt.
- 19 et 20 janvier : au Liberia, au moins 29 personnes sont mortes à Monrovia, la capitale, lors d'un mouvement de foule au cours d'un rassemblement religieux chrétien sur un terrain de football[4].
- 20 janvier :
  - Des militants de l'EIIL attaquent la prison d'Al-Sina'a dans la ville syrienne d'Al-Hasakah, libérant des prisonniers et provoquant des affrontements qui tuent 67 personnes.
  - Zara Rutherford devient la plus jeune femme pilote à voler en solitaire autour du monde et la première femme à réaliser un tour du monde dans un avion ultraléger[5].
- 21 janvier : au moins 17 morts et 59 blessés dans un accident provoquant une explosion au Ghana[6].
- 22 janvier : Commencement du mouvement du Convoi de la liberté au Canada.
- 23 et 24 janvier : au Burkina Faso, une mutinerie de soldats éclate et réclame le limogeage du chef d'état-major[7]. Elle se transforme le lendemain en un coup d'État, avec l'arrestation puis le renversement du président Roch Marc Christian Kaboré[8] et la suspension de la constitution.
- 24 janvier : 
  - début de l'élection présidentielle en Italie, Sergio Mattarella est réélu président de la République à l'issue du huitième tour de scrutin.
  - Au Cameroun, huit personnes sont mortes et trente-huit personnes blessées dans un mouvement de foules lors de l'ouverture d'une porte à l’entrée du grand stade d’Olembé de la capitale camerounaise lors d'un match de la CAN 2022[9].
- 26 janvier : élections à l'Assemblée nationale au Népal.
- 27 janvier : les États européens saisissent l’OMC contre la Chine pour défendre la Lituanie face à ses pratiques discriminatoires[10].
- 30 janvier : élections législatives au Portugal, le Parti socialiste du Premier ministre António Costa obtient la majorité absolue lors des élections législatives anticipées.